# 두 개의 심장을 가진 큰 강
〈두 개의 심장을 가진 큰 강〉 또는 〈심장이 두 개인 큰 강〉(Big Two-Hearted River)은 2부작으로 이루어진 어니스트 헤밍웨이의 단편 소설이다. 1925년 보니 & 리버라이트에서 출간한 헤밍웨이의 첫 미국 단편집인 《우리들의 시대에》에 처음 실렸다. 헤밍웨이의 자전적 성격을 띄는 닉 애덤스가 주인공으로 등장한다. 

## 줄거리

### 1부
이야기는 기차를 타고 미시간주 시니(Seney)에 도착한 닉이 화재로 인해 마을이 황폐화되버린 마을을 바라보면서 시작한다. 마을에 흩어져 있는 집을 보길 기대하며 길을 따라가던 닉은 다리 위에서 멈춘 채 강 아래의 송어를 관찰한다. 그 후 닉은 언덕을 올라가 불에 탄 그루터기에서 휴식을 취한다. 담배를 피우던 닉은 자신의 양말에 기어 다니는 잿빛 메뚜기 한 마리를 발견하고 떼어낸다. 작품에서 닉은 처음으로 말을 꺼낸다. “자 가라, 메뚜기야. ... 어디로든 날아가려무나.”
나중에 닉은 울창한 소나무 숲에서 휴식을 취하고 잠든다. 잠에서 깨어난 닉은 강 상류까지 걸어가고, 해가 지자 ‘마치 비가 내리듯 수면 아래에서 원을 그리며’ 먹이를 먹는 송어의 모습을 본다. 이후 닉은 텐트를 치고 물품을 푼 뒤, 저녁을 요리하고 물통을 채우고 커피를 데우고 모기를 죽인 후 잠이 든다.

### 2부
다음날 아침 일찍 닉은 ‘메뚜기 하숙집’이라고 이름 붙인 통나무 아래에서 이슬이 맺힌 메뚜기 50여 마리를 병에 채우고, 아침을 먹고  커피를 마시며 샌드위치를 만든다. 닉은 플라이 낚싯대를 조립한 뒤 젖은 낚싯줄을 묶고, 낚시 도구를 챙긴 채 메뚜기 항아리를 목에 걸고 강으로 걸어간다. 물속으로 들어가 얕은 곳에서 낚시를 하던 닉은 송어를 잡았다가 풀어준다.  더 깊은 물 웅덩이로 이동한 뒤에는 ‘연어만큼 넓은’ 큰 송어를 낚았다가 놓친다. 잠시 휴식을 취한 후 닉은 웅덩이에서 강 중앙에 위치한 더 얕은 곳으로 이동하여 송어 두 마리를 잡는다. 통나무에 앉아 담배를 피우고 샌드위치를 먹으며 늪의 깊은 물에서 낚시를 할까 생각하지만 다른 날을 기다리기로 결정한다. 닉은 강가에 있는 통나무에서 송어 두 마리를 잡아 손질을 하여 깨끗이 씻은 후 캠프로 돌아온다.